# Liturgia św. Jakuba

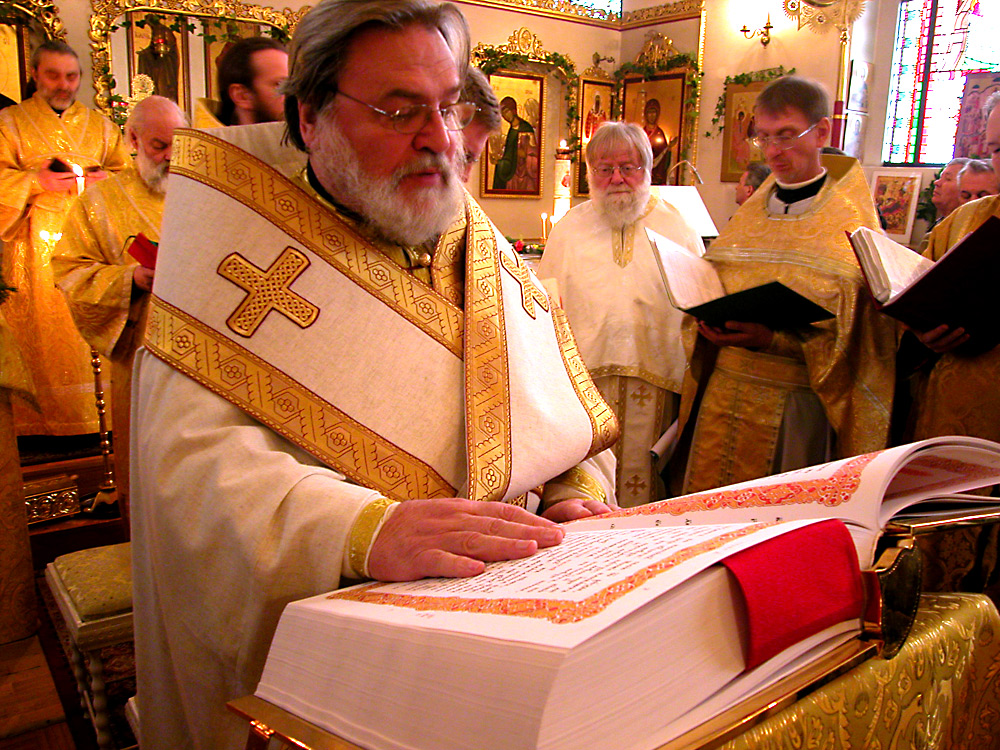
Liturgia św. Jakuba

Boska Liturgia Świętego Jakuba, Brata Pańskiego – jeden ze wschodnich obrządków (rytów) sprawowania liturgii chrześcijańskiej, wywodzący się z Jerozolimy i przypisywany Apostołowi Jakubowi.
Liturgia świętego Jakuba ma swoje korzenie w zachodnio-syryjskiej rodzinie liturgicznej i była bazą do utworzenia ponad sześćdziesięciu anafor, a także kolejnych okazałych rodzin liturgicznych: rytu ormiańskiego i rytu bizantyjskiego.
Według tradycji autorem liturgii był św. Jakub Apostoł, pierwszy biskup Jerozolimy. Współcześni liturgiści czas powstania liturgii szacują na przełomie IV i V wieku, z wykorzystaniem niektórych modlitw i gestów pochodzących z czasów apostolskich. Obecnie liturgia św. Jakuba jest odprawiana 5 listopada, w dzień pamięci św. Apostoła Jakuba. W latach 90. XX wieku wznowiono odprawianie tej liturgii w Polsce.
Do najbardziej znanych rytów, zbudowanych na anaforze świętego Jakuba, zalicza się Liturgię św. Bazylego Wielkiego i Liturgię św. Jana Chryzostoma.